# Dito Montiel
Dito Montiel, pseudonimo di Orlando Anthony Montiel Jr. (New York, 26 luglio 1965), è un regista, sceneggiatore e musicista statunitense.

## Biografia
Di padre nicaraguense e madre irlandese, cresce nel Queens. Per un breve periodo ha fatto parte della hardcore punk band Major Conflict, in seguito è stato il leader dei Gutterboy, arrivando a firmare un contratto discografico da $ 1 milione con la Geffen Records nel 1989, ma l'esperienza si rivelò un vero e proprio fallimento.

## Carriera
Nel 2003 pubblica un romanzo autobiografico, intitolato A Guide to Recognizing Your Saints, in cui raccoglie le memorie della sua adolescenza vissuta nel Queens negli anni ottanta, raccontando anche la sua deludente esperienza con la musica e la sua breve carriera come modello per Versace e Calvin Klein.
Nel 2006 adatta il suo romanzo per il grande schermo, Guida per riconoscere i tuoi santi segna il suo debutto come regista e sceneggiatore. Ad interpretarlo viene scelto l'attore Robert Downey Jr., mentre Shia LaBeouf interpreta la parte di Dito da adolescente. Sempre nel 2006 pubblica il suo primo album solista Dito Montiel con la Rhino Records.
Nel 2007 pubblica il suo secondo romanzo Eddie Krumble Is the Clapper, mentre nel 2008 torna dietro la macchina da presa per dirigere la sua seconda opera registica, Fighting, incentrato sul mondo delle lotte clandestine, che ha per protagonista Channing Tatum, già tra gli interpreti di Guida per riconoscere i tuoi santi.
Nel 2010 inizia a dirigere il suo terzo film, The Son of No One, che chiude la 27ª edizione del Sundance Film Festival. Il film è interpretato da un ricco cast, che comprende l'attore feticcio di Montiel Channing Tatum, Al Pacino, Juliette Binoche, Ray Liotta, Tracy Morgan e Katie Holmes.
Successivamente, nel 2014, dirige Boulevard, film drammatico LGBT che rappresenta per il protagonista, Robin Williams, l'ultima esperienza cinematografica della vita.

## Filmografia

### Regista
- Guida per riconoscere i tuoi santi (A Guide to Recognizing Your Saints, 2006)
- Fighting (2009)
- The Son of No One (2011)
- Empire State (2013)
- Boulevard (2014)
- Man Down (2015)
- The Clapper (2017)
- Riff Raff (2025)

### Sceneggiatore
- Guida per riconoscere i tuoi santi (A Guide to Recognizing Your Saints, 2006)
- Fighting (2009)
- The Son of No One (2011)
- The Clapper (2017)

## Riconoscimenti
- Festival di Venezia
  - 2006 – Leone d'argento per la regia per Guida per riconoscere i tuoi santi[11]
  - 2006 – Premio speciale della giuria per Guida per riconoscere i tuoi santi
  - 2011 – In concorso per il Leone d'oro con The Son of No One[12]
  - 2015 – In concorso (Orizzonti) per Man Down[13]
- Sundance Film Festival
  - 2006 – Miglior regia per Guida per riconoscere i tuoi santi
  - 2006 – Candidatura al Gran premio della giuria per Guida per riconoscere i santi
- Lovers Film Festival - Torino LGBTQI Visions
  - 2015 – Miglior film per Boulevard
- Frameline Film Festival
  - 2015 – Audience Award al miglior film per Boulevard
- FilmOut San Diego
  - 2015 – Miglior film dell'anno per Boulevard[14]

## Libri
- A Guide to Recognizing Your Saints (2003)
- Eddie Krumble Is the Clapper (2007)

## Discografia

### Album in studio
- 2006 - Dito Montiel

### Singoli
- 2006 - Crossing Rivers